# هيروشي إسوياما
هيروشي إسوياما (باليابانية: 磯山博)،(باليابانية: 磯 山 博)، هو معلم ياباني لفنون الدفاع عن النفس الأيكيدو.
بدأ الانضمام في دوجو إيواما، في عمره 12 عاما، عندما كان طالبا عند مؤسس الأيكيدو، موريهيه أويشيبا في عام 1949.
وهو يحمل حاليا رتبة 8 دان شيهان من منظمة الأيكيكاي، و مستشار في المنظمة.
نُصِّب رئيس بالنيابة في دوجو إيواما باسم موريتوري أويشيبا، بعد اعتماد موريهيرو سايتو، انه لا يزال حاليا في منصب مستشار الرئيس التنفيذي ومدرب في دوجو.

## روابط خارجية
- Aikicam - Hiroshi ISOYAMA